# Municipio de Newcomb (Illinois)
El municipio de Newcomb (en inglés: Newcomb Township) es un municipio ubicado en el condado de Champaign en el estado estadounidense de Illinois. En el año 2010 tenía una población de 1292 habitantes y una densidad poblacional de 13,72 personas por km².

## Geografía
El municipio de Newcomb se encuentra ubicado en las coordenadas 40°15′50″N 88°24′2″O / 40.26389, -88.40056. Según la Oficina del Censo de los Estados Unidos, el municipio tiene una superficie total de 94.2 km², de la cual 93,82 km² corresponden a tierra firme y (0,4 %) 0,38 km² es agua.

## Demografía
Según el censo de 2010, había 1292 personas residiendo en el municipio de Newcomb. La densidad de población era de 13,72 hab./km². De los 1292 habitantes, el municipio de Newcomb estaba compuesto por el 98,07 % blancos, el 0,39 % eran afroamericanos, el 0,31 % eran amerindios, el 0,31 % eran asiáticos, el 0,23 % eran de otras razas y el 0,7 % eran de una mezcla de razas. Del total de la población el 0,85 % eran hispanos o latinos de cualquier raza.